# Bremhaantje
Het bremhaantje (Gonioctena olivacea) is een keversoort uit de familie bladkevers (Chrysomelidae). De wetenschappelijke naam van de soort werd in 1771 gepubliceerd door Forster.